# Meksyk na Mistrzostwach Świata w Lekkoatletyce 2011
Meksyk na Mistrzostwach Świata w Lekkoatletyce 2011 był reprezentowany przez 10 zawodników.

## Wyniki reprezentantów Meksyku

### Mężczyźni

#### Konkurencje biegowe
| Konkurencja   | Zawodnik                  | Finał        | Finał   |
| Konkurencja   | Zawodnik                  | Rezultat     | Pozycja |
| ------------- | ------------------------- | ------------ | ------- |
| 10 000 m      | Juan Carlos Romero Bernal | 29:38,38     | 16.     |
| chód na 20 km | Eder Sánchez              | 1:23:05      | 15.     |
| chód na 20 km | Horacio Nava              | 1:24:15      | 20.     |
| chód na 20 km | Diego Flores Hinojosa     | 1:30:00      | 35.     |
| chód na 50 km | Edgar Hernández           | 3:54:46 (SB) | 18.     |
| chód na 50 km | José Leyver Ojeda Blas    | 3:55:37      | 19.     |
| chód na 50 km | Omar Zepeda               | 3:56:41      | 21.     |

#### Konkurencje techniczne
| Konkurencja   | Zawodnik             | Eliminacje | Eliminacje | Finał    | Finał   |
| Konkurencja   | Zawodnik             | Rezultat   | Pozycja    | Rezultat | Pozycja |
| ------------- | -------------------- | ---------- | ---------- | -------- | ------- |
| skok wzwyż    | Edgar Rivera Morales | 2,21 m     | 26.        |          |         |
| skok o tyczce | Giovanni Lanaro      | 5,50 m     | 21.        |          |         |

### Kobiety

#### Konkurencje biegowe
| Konkurencja   | Zawodnik                | Finał    | Finał   |
| Konkurencja   | Zawodnik                | Rezultat | Pozycja |
| ------------- | ----------------------- | -------- | ------- |
| chód na 20 km | María Guadalupe Sánchez | DSQ      | DSQ     |